# Recaredus
Recaredus is een geslacht van wantsen uit de familie van de Tingidae (Netwantsen). Het geslacht werd voor het eerst wetenschappelijk beschreven door William Lucas Distant in 1909.

## Soorten
Het genus bevat de volgende soorten:

- Recaredus rex Distant, 1909
- Recaredus tigeri Guilbert & Guidoti, 2018